# Cruzada Libertadora de 1863
La "Cruzada Libertadora de 1863" es la denominación que sus partidarios le otorgaron a la invasión del territorio uruguayo llevada a cabo por el  general uruguayo Venancio Flores el 19 de abril de 1863, cuando se produjo el desembarco de sus tropas en Rincón de las Gallinas, hoy departamento de Río Negro, con el objetivo de derrocar al gobierno nacionalista de Bernardo Prudencio Berro. El nombre de "Cruzada Libertadora" fue designado por el propio Flores quien pretendía, con fines propagandísticos, que se estableciera una relación entre su invasión militar contra el gobierno constitucional del Partido Nacional y la genuina Cruzada Libertadora llevada a cabo cuarenta años atrás por el grupo revolucionario de los Treinta y Tres Orientales. A su vez también intentó enaltecer el sentido religioso del término "cruzada" (véase cruzadas medievales) para lo cual llegó al punto de colocar cruces blancas sobre las banderas coloradas. 
Flores reivindicaba las libertades para su Partido Colorado (que nunca habían sido cuestionadas) y ponía como pretexto para la empresa dos grandes hechos: la prohibición, por parte del gobierno de Bernardo Prudencio Berro, de un acto de conmemoración de los mártires de Quinteros, y los conflictos con la Iglesia, de la cual el caudillo se presentaba como defensor. 
Este hecho daría lugar inmediatamente a una guerra civil entre blancos y colorados y a la consecuente Invasión brasileña de 1864, esta última a su vez desencadenaría la mucho mayor Guerra de la Triple Alianza en noviembre del mismo año. 

## Causas
Sobre las causas que desencadenaron el conflicto, existen tres hipótesis planteadas por el historiador argentino José María Rosa, quien las cita para explicar la invasión de Flores en 1863. 

### Hipótesis

#### Hipótesis tradicional
La primera, usual en la historiografía liberal argentina tradicional y dada en la época por el diario mitrista La Nación, dice que Mitre y su grupo no tuvieron parte en la invasión de Flores. Dicho medio de prensa publicó el 12 de abril de 1865 una carta de Flores a Mitre del 16 de marzo de 1863, escrita en Buenos Aires en el momento que Flores se disponía a embarcar rumbo a su patria, carta que según esta postura probaría la oposición de Mitre a la invasión del jefe colorado: 

Hoy me entrego a mi destino lanzándome al suelo de la patria para combatir a los déspotas, autores y factores del bárbaro asesinato de Quinteros. 
Desde que se negó usted a hacer por la emigración oriental lo menos que a su nombre podía yo exigir -obtener del gobierno de Montevideo la ampliación de la ley de amnistía, y que prestase usted su garantía moral respecto de su cumplimiento-, no quedaba otro remedio que el de recurrir a las armas para conquistar nuestros derechos arrebatados por actos arbitrarios (...).

Y sigue Flores en su carta a Mitre: “y aunque me parece oírle decir que es descabellada la intentona” […] confió en que la providencia la coronara con el triunfo”. Según para el escritor uruguayo Washington Lockhart, tanto para Mitre como para su ministro Elizalde, la empresa era una “locura”, como lo expresaron a Andrés Lamas, y este a Juan José de Herrera. Debido a eso, sigue aseverando el escritor antes mencionado, Flores reprocha a Mitre haberse negado “a hacer por la emigración oriental lo menos que su nombre podía exigir”. Por último, concluye el escritor que parece claro que no hubo ninguna ayuda material en la primera etapa de la invasión, aunque se sabe que José Gregorio Lezama, días antes de que Flores invadiera el Uruguay, le dio 60 mil pesos, por un pago de servicios (suma que es “demasiado simple” para un pago de servicios según el escritor Lockhart) 
Andrés Lamas, que era embajador oriental en la República Argentina, escribía a Mitre pocos días antes: “Estoy contentísimo de que usted sin nota mía, mandase disolver la reunión de Punta Lara y sumariar el hecho”. El 13 de mayo, el presidente Argentino oficia a Urquiza dándole órdenes convenientes a fin de impedir el paso de Flores. 

#### Hipótesis revisionista
La segunda hipótesis respecto de la invasión de Flores sostiene que este obró de acuerdo con Mitre. Para sustentar este aserto, se toman en cuenta los siguientes puntos:
a) Flores era general del ejército argentino, como sus acompañantes los coroneles Aguilar y Caravallo y el mayor Arroyo. La solicitud de la baja por los tres primeros a principios de 1862 debió hacer sospechar de sus objetivos.
b) Flores y sus compañeros partieron de Buenos Aires a pleno día y no en forma oculta, embarcándose en el buque de guerra Caaguazú de la armada argentina, puesto a su disposición por el ministro de guerra y marina Juan Andrés Gelly y Obes, quien además acompañó a los revolucionarios colorados y los saludó en el muelle antes de partir, según surge del testimonio del después contraalmirante Martín Guerrico.
c) La presencia de una sugestiva carta del cura Ereño, corresponsal de Urquiza, quien escribió a este el 24 de abril de 1863 lo siguiente: 
El intermedio para arreglar la invasión ha sido el señor Lezama (Juan Gregorio, un fuerte comerciante). El día 15 tuvieron Mitre y Flores su última conferencia en la casa de dicho Lezama para que el 16 partiera Flores, como así tuvo lugar, habiendo recibido de manos de Lezama 6000 onzas de oro por pronta providencia y con ley abierta para librar contra la casa Lezama las cantidades que precisase.

#### Hipótesis de José Mármol
Por último, hay una tercera hipótesis, la cual señala que los ministros de Mitre, sin conocimiento de este, estaban de acuerdo con Flores y las autoridades del Imperio del Brasil. Esta versión fue vertida por José Mármol, un hombre del gobierno argentino; en una polémica con Mitre y con Juan Carlos Gómez sobre las causas de la guerra del Paraguay, el 14 de diciembre de 1869 y bajo las iniciales XX decía lo siguiente:

Al presidente Mitre no repugnaba menos la invasión de Flores que a don Pedro II. Pero el presidente Mitre no tuvo cerca de sí sino un solo hombre que alentase su honrado pensamiento de neutralidad (el propio José Mármol), pero este hombre nada podía contra las maniobras de los secretarios de Estado. 
La disyuntiva para Mitre era ésta: o pedir a sus cinco ministros la renuncia, destituir a todos los empleados de la Capitanía del Puerto y hacer saber a sus empleados militares que él era el general en jefe de su ejército, y al pueblo de Buenos Aires que el presidente de la República es el encargado de las relaciones exteriores de su país... o cerrar los ojos y dejar que fuese de aquí todo lo necesario para hacer más divertido el metralleo brasileño. 
En protección de ese Partido Colorado vinieron los brasileros. Fue ese Partido Colorado quien arrastró a los Elizalde y a los Gelly en el gobierno y a los Lezama, Obligado, Martínez y qué sé yo cuántos otros en el pueblo, a llevar a los elementos oficiales a formar en las filas de la ya establecida alianza entre colorados e imperiales.

Empero, las causas del movimiento revolucionario eran causas mucho más complejas que lo que se podía ver en el Uruguay. En la Argentina, con la batalla de Pavón de 1861 se marcó el final de la separación de Buenos Aires; el victorioso general unitario Bartolomé Mitre fue elegido presidente, con Buenos Aires retomando su papel de capital. Venancio Flores, que se había vinculado a Mitre por razones políticas y de negocios, tuvo una destacada actuación en dicha batalla, y utilizó ese prestigio para lograr el apoyo del gobierno argentino en su proyecto.
Al mismo tiempo, tanto la Argentina como Brasil tenían cada vez más problemas con el gobierno del Paraguay, a la sazón presidido por el mariscal Francisco Solano López. Este había decidido abandonar el aislacionismo de sus antecesores, Gaspar Rodríguez de Francia y Carlos Antonio López, estaba abocado a conformar el ejército más poderoso del área, y pretendía ventajas geopolíticas como la salida al mar, necesaria para su expansión económica. El Paraguay militarmente fuerte, industrializado y expansivo constituía un peligro tanto para el Imperio de Brasil como para la Argentina, y (según la hipótesis revisionista) colidía con el proyecto global de la potencia dominante en el mundo, Inglaterra, de que América Latina quedara como productora de materias primas y cliente de sus industrias. López había tenido excelentes relaciones con el gobierno uruguayo en tiempos de Bernardo P. Berro, y por ello tanto Mitre como el Imperio del Brasil tenían con buenos ojos la caída de este y su sustitución por alguien que asegurara el apoyo a la guerra que ya estaba en el horizonte.
Berro había designado como agente confidencial ante el gobierno argentino a su amigo Andrés Lamas, lo cual se demostraría un grave error. Lamas, viejo colorado y amigo de los unitarios, y hombre de extrema confianza de las autoridades brasileñas (con las cuales había signado los tratados de 1851) era el nombre menos indicado para representar a un gobierno de corte nacionalista, amigo del Paraguay, para no hacer referencia al escaso sentido de la lealtad, del personaje, que se había manifestado muchas veces y se manifestaría más aún en el futuro.
El gobierno oriental tuvo información certera de que en la Argentina se estaba preparando un movimiento subversivo y que al frente de él estaba Flores, pero recibió reiteradas garantías del presidente Mitre de que su gobierno no respaldaría ningún acto de agresión al Uruguay. A partir de la invasión del 19 de abril, la complicidad unitaria fue evidente y ya no se pudo ocultar.
Flores desembarcó con muy poca gente y se juntó de inmediato con el caudillo Gregorio Suárez (apodado "Goyo Jeta" y célebre por su intransigencia y su crueldad) y el coronel Fausto Aguilar. El movimiento, hasta entonces, tenía las características de improvisación y quijotismo de todos sus similares, pero había detrás sólidos respaldos que tal vez sólo Flores conocía. Los primeros tiempos están narrados con ribetes de leyenda: la compra de tijeras de esquilar en la pulpería de Bernabé Quiñónez para hacer chuzas, los fusiles de chispa en Coquimbo, que fue una victoria para los rebeldes. 
De todas formas, el movimiento estaba destinado al fracaso de no contar con los apoyos exteriores con los que contaba; Flores no logró reunir más de 3.000 hombres mal armados, y es increíble que el Ejército gobiernista no los haya derrotado con facilidad. Durante dos años el caudillo dio vueltas por la campaña, evitando combates frontales, ganando y perdiendo escaramuzas, pero sin tener ocasión a poner en riesgo la estabilidad del gobierno. Esperaba su momento, y este se presentó sobre fines del mandato de Berro. Los caudillos blancos no se movilizaron en defensa del presidente, precio que este pagó por su apasionado fusionismo.
Lamas, entretanto, había podido comprobar fehacientemente el apoyo oficial argentino al movimiento de Flores y se lo comunicó al gobierno uruguayo. El canciller Rufino de Elizalde no se mostró precisamente diplomático, y no sólo declaró que "el general Flores había prestado a la República [Argentina] los servicios más distinguidos" y que por lo tanto, "si tenía intención de ir a la República Oriental no le tocaba en ese caso al gobierno [argentino] indagarlo ni impedirlo", sino que, cuando el vapor argentino Salto fue apresado por el comandante oriental Erausquin con armas que evidentemente tenían como destinatario a Flores, el Gobierno Argentino exigió en tono de ultimátum la devolución de las armas y la destitución de Erausquin, a lo cual el gobierno de Berro tuvo que acceder. Lamas, que hasta entonces parecía estar cumpliendo su misión con honestidad, propuso entonces la firma de un tratado de paz y concordia entre el Uruguay y la Argentina, que incluía el arbitraje del emperador del Brasil en caso de entredicho. Elizalde, en nombre de Mitre, aceptó, pero el gobierno oriental propuso incluir también, como árbitro, al presidente paraguayo López, lo que el gobierno argentino rechazó y el propio Lamas consideró inapropiado. De esa forma, el acuerdo quedó trunco. De esa época es la carta de Lamas a Mitre que cita Luis Alberto de Herrera en su libro La culpa mitrista: "Contestaré a mi cancillería como usted crea conveniente y daré como mías las ideas que reciba de usted".
Cuando finalizó el gobierno de Berro y asumió Atanasio Aguirre, se produjo la intervención directa del Brasil y el conflicto se internacionalizó abiertamente.

### El gobierno de Atanasio Aguirre
Atanasio Aguirre, de 63 años, asumió interinamente la presidencia el 1 de marzo de 1864 y declaró su intención de continuar la guerra y ganarla "No puede haber paz hasta la destrucción o completa sumisión del enemigo, a la ley".
ba la intervención masiva de tropas brasileñas que se produjo durante su mandato. A esa situación, en la cual la soberanía nacional fue brutalmente agredida, dio Aguirre una respuesta de levantada dignidad nacionalista que realza su sitial en la historia.
Al margen de los hechos políticos, que tienen en el año de presidencia de Atanasio Aguirre preeminencia fundamental, el gobierno tomó algunas medidas económicas de importancia. Las necesidades financieras del Estado habían producido una emisión de billetes sin control por parte del Banco de Mauá. v en enero de 1865 se produjo una corrida bancaria (la gente quiso colectivamente convertir sus billetes a metal) que amenazó la existencia de la institución. Aguirre decretó de inmediato la inconversión y exigió a ese banco y al Comercial que le concediera cada uno de ellos un préstamo de 250.000 pesos para gastos de guerra. Mauá aceptó, amparado en la inconversión, pero el Comercial se negó a hacerlo y declaró que convertiría a valores reales todos los billetes que había emitido. El conflicto no pasó a mayores al volverse, durante el brevísimo interinato de Villalba, a la conversión con tres meses de plazo para hacerla efectiva. En ese lapso los billetes del Banco de Mauá sufrieron una devaluación del 6 al 7%.

### La misión Saraiva
El 6 de mayo llegó a Montevideo el diplomático brasileño José Antonio Saraiva, responsable de una misión de la mayor importancia. Después de conversar en privado con su compatriota el Barón de Mauá, que le recomendó suavizar los términos en su negociación con el gobierno oriental, Saraiva se reunió el 12 con el presidente Aguirre. En tono amable, le aseguró la amistad del emperador y le dijo que portaba un pliego de reclamos en los cuales el presidente interino no debía apreciar intento alguno de coacción. Pero cuando el 18 presentó dicho pliego al entonces ministro de Relaciones Exteriores, Juan José de Herrera, quedó claro que la realidad era bastante más ruda que los modales diplomáticos.
Saraiva no pretendía, en realidad, conseguir concesiones del gobierno oriental, sino, por el contrario, tener, en su negativa, el pretexto para la intervención armada, cuyo objetivo último era la reanexión del territorio al Imperio, o sea, la recreación de la Cisplatina. 
Aguirre había nombrado a Antonio de las Carreras ministro universal, y este organizó la continuación de la guerra sobre dos bases esenciales: el concurso del caudillo federal argentino Juan Saá, apodado "Lanza Seca", que vino al Uruguay al frente de 1.500 hombres, y pedidos de ayuda al presidente del Paraguay y al caudillo federal Justo José de Urquiza, que era aún un factor de poder en Entre Ríos. Urquiza lanzó algunas amenazas pero no se movió, y sólo su hijo Waldino acudió con 500 hombres a la defensa de Paysandú, aunque se retiró tempranamente.
El mariscal López, en cambio, advirtió a los gobiernos de Brasil y la Argentina que consideraría cualquier agresión al Uruguay "como atentatorio del equilibrio de los Estados del Plata". Y no se quedó en lo declaratorio, como se verá más adelante, pero no envió tropas directamente al Uruguay, pues se lo impedía la falta de fronteras comunes y la hostilidad de los gobiernos de Brasil y la Argentina.
En definitiva, el gobierno oriental debió batirse solo contra las tropas de Flores, los 10 000 hombres de Mena Barreto, la escuadra de Tamandaré y el apoyo logístico del gobierno argentino, importante en municiones y explosivos, según probó ampliamente Luis Alberto de Herrera en La culpa mitrista. Semejante ensañamiento contra un gobierno constitucional y en todo respetuoso de las leyes y los equilibrios por parte de poderes extranjeros sólo adquiere sentido (según la versión revisionista) si se considera esta guerra como preludio necesario a la agresión al paraguay.
- Datos: Q5792516